# Крупино (Новгородская область)
Крупино — деревня в Мошенском районе Новгородской области. Входит в состав Калининского сельского поселения.

## География
Деревня расположена в 15 километрах к северо-востоку от районного центра, села Мошенского. Высота над уровнем моря — 182 метра. Ближайший населённый пункт — деревня Шатрово (3 километра на восток).
В деревне имеется 16 домов.

## История
На трёхвёрстной топографической карте Фёдора Шуберта, изданной в 1879 году, обозначена деревня Крупино. Имела 13 дворов.
До революции деревня входила в состав Долговской волости Боровичского уезда Новгородской губернии. По состоянию на 1911 год в Крупино имелось 19 дворов и 33 жилых строения; число жителей составляло 89 человек. Основным занятием местного населения было земледелие. В деревне имелся магазин.
До 12 апреля 2010 года деревня входила в состав упразднённого в настоящее время Кабожского сельского поселения. В 2010 году вошла в состав Калиниского сельского поселения.

## Население
| 2010 |
| ---- |
| 6    |

По данным переписи 2002 года, население деревни составляло 10 человек.
Согласно результатам переписи 2002 года, в национальной структуре населения русские составляли 100 % от жителей.